# 4 Pułk Strzelców Granicznych
4 Pułk Strzelców Granicznych – jednostka organizacyjna Strzelców Granicznych w II Rzeczypospolitej.

## Geneza
Zalążkiem przyszłego 4 pułku Strzelców Granicznych był złożony z ochotników szwadron Straży Pogranicznej. Szwadron powstał w 1918 w Zagłębiu Dąbrowskim po rozbrojeniu oddziałów niemieckich.  Później oddział został przeniesiony do Aleksandrowa Kujawskiego. Tam, na jego bazie, sformowano 4 samodzielny dywizjon Straży Granicznej. Dowództwo dywizjonu stacjonowało we Włocławku, a dowództwo 1 szwadronu w  Aleksandrowie Kujawskim. 1 szwadron swoje placówki rozwinął od Wisły do Zakrzewa. 2 szwadron sformowano w Aleksandrowie. Dowódcą pułku mianowano rotmistrza Bronisława Orzanowskiego, kwatermistrzem był por. Leonard Tirbach, adiutantem por. Józef Wosik, dowódcą 1 szwadronu kpt. Adam Laszuk, a 2 szwadronu kpt. Sękowski.
15 marca 1919 samodzielny dywizjon Straży Granicznej został włączony do 3 pułku Wojskowej Straży Granicznej jako jego 1 dywizjon. Sformowano kolejnych sześć szwadronów, z których dwa wcielono do 1 dywizjonu. 2 dywizjon pułku odszedł na wschodni brzeg Wisły do Lipna. 
Dowództwo 3 pułku WSG i 1 dywizjonu stacjonowało we Włocławku., szwadrony 1.,2., 3., 4. w Aleksandrowie, 2 dywizjon ze swoimi szwadronami w Lipnie. Dowódcą pułku był płk Habich, adiutantem por. Korolec, 1 dywizjonem dowodził rtm. Orzanowski, 2 dywizjonem mjr Sokołowski. Celem wzmocnienia odcinka pułkowego z Włocławka do Aleksandrowa  przybył II batalion 31 pułku piechoty.
13 lipca 1919 3 szwadron pułku został odesłany do Warszawy. Tam stał się zalążkiem dla nowo formowanego 1 samodzielnego dywizjonu Strzelców Granicznych. Latem I/3 pułku WSG został wydzielony z pułku, przemianowany na 2 samodzielny dywizjon Wojskowej Straży Granicznej i rozlokowany po obu stronach Wisły na granicy pruskiej. Dowództwo 2 dywizjonu  stacjonowało we Włocławku, 1 szwadron w  Aleksandrowie, 2 szwadron w Służewie, 3 i 4 szwadron na prawym brzegu Wisły.
Od jesieni 1919 dywizjon wszedł w skład Frontu Mazowieckiego gen. Józefa Hallera i wspólnie z baonem marynarki, 1 instrukcyjnym pułkiem Armii gen. Hallera i dwoma pociągami pancernymi tworzył grupę operacyjną pod francuskim dowództwem. W listopadzie do grupy przydzielono 1. i 12 pułk ułanów.

## Formowanie i zmiany organizacyjne
Po rewindykacji Pomorza, 2 samodzielny dywizjon wydzielono spod dowództwa Frontu Mazowieckiego, przegrupowano do Aleksandrowa i z dniem 1 lutego 1920 przeformowano w 4 pułk Strzelców Granicznych. Jego III dywizjon stanowił wcześniejszy batalion wartowniczy. W marcu 1920  pułk przerzucony został na Pomorze i obsadził zachodnią granicę „Korytarza” od granicy DOG „Poznań” do Morza Bałtyckiego. Dowództwo pułku stacjonowało w Świeciu, szwadron szkolny też stacjonował w Świeciu, I dywizjon ze szwadronami w Kościerzynie, II dywizjon w Chojnicach, III dywizjon w Wejherowie.
W końcu lipca 1920 zluzowano z granicy szwadrony o numeracji nieparzystej. Szwadrony miały zostać przetransportowane na front polsko-bolszewicki. Wysłano jednak jedynie pod Mławę kombinowany pieszy szwadron pod dowództwem ppor. Zygmunta Chocieja.
W pierwszych dniach stycznia 1921 rozwiązano pułk. Konny szwadron z trębaczami pod dowództwem ppor. Czyrsznica odszedł transportem kolejowym do 11 pułku Strzelców Granicznych, szeregowi  przeniesieni zostali do baonów i szwadronów zapasowych, a oficerowie oddani do dyspozycji departamentów broni Ministerstwa Spraw Wojskowych.

## Służba graniczna
27 marca 1920   pododdziały 4 pułku strzelców granicznych wspólnie z 3/VIII batalionem wartowniczym obsadzał granicę zachodnią OGen. „Pomorze”. Dowództwo pułku stacjonować miało w Tucholi.
Zgodnie z rozkazem operacyjnym nr 2 DOG „Pomorze”  z 5 kwietnia 1920 4 pułk objął odcinek graniczny Kaminitz – Sypniewo długości około 222 kilometrów. Dowództwo pułku mieściło się w tym czasie w Świeciu. Rozkaz o dyslokacji do Tucholi nie został zrealizowany z powodu braku odpowiednich koszar.
Przeznaczone dla dowództwa i szwadronu szkolnego baraki okazały się pomieszczeniami dla jeńców.
Jego I dywizjon przyjął służbę graniczną 6 kwietnia 1920 na odcinku 117 kilometrów od Kamienitz do Borowego Młyna i pod względem taktycznym podlegał dowództwu 63 pułku piechoty.  Granica na odcinku dywizjonu biegła przeważnie terenem lesistym. Na odcinku 2 i 3 szwadronu granica była wytyczona i oznakowana przez Komisję Graniczną. Na pozostałych odcinkach brak było oznaczeń. Długość odcinków szwadronowych wahała się od 20 do 25 kilometrów. Jedynie 4 szwadron ochraniał odcinek długości około 43 kilometrów. Na odcinku dywizjonu znajdowały się dwie komory celne w Lipuszu i w Wygodzie. Dowództwo dywizjonu mieściło się Kościerzynie. Szwadrony rozlokowały się w dużych wsiach, a plutony zakwaterowano w izbach gospodarczych. plutony zorganizowały wartownie. Łączność utrzymywano przy pomocy aparatów telefonicznych, w relacji dywizjon – szwadron przy pomocy telefonii państwowej, a do plutonów za pomocą kabli polowych.
II dywizjon pełnił od 10 kwietnia 1920 służbę graniczną od Borowego Młyna [wył.] do Sypniewa i podlegał taktycznie taktyczne dowódcy 48 pułku piechoty. Jego sztab rozmieścił się w Chojnicach, a dowództwa szwadronów w większych wsiach. Granica na odcinku 5 i 6 szwadronu biegła jeziorem Muskendorfskim i rzeką Brdą. Posterunkii, prócz ubezpieczenia lądowego wysyłały patrole wodne łódkami.
Rozporządzeniem MSWojsk. z 13 listopada 1920 nakazano zluzowanie kolejnych pułków Strzelców Granicznych.
4 pułk Strzelców Granicznych pełniący służbę na granicy zachodniej od Bałtyku do granicy DOG „Poznań”, oraz batalion morski ochraniający granicę morską, zluzowany został przez trzy bataliony wartownicze: nr 2/I z siedzibą dowództwa w Chojnicach, nr 4/I w Kościerzynie, oraz nr l/VIII z  Wejherowa.
Wydarzenia
26 kwietnia 1920 Niemcy zmusili żołnierzy 7 szwadronu z wartowni Witkowo do wycofania się z zajmowanych pozycji do Witkowa. Tu zorganizowano ostateczną obronę i ogniem karabinu maszynowego zmuszono napastników do odstąpienia. W wyniku potyczki ranny został jeden polski żołnierz. Niemcy rzadali wycofania się wojsk polskich z Witkowa i przekazania im drogi Witkowo–Dąbrowa.

## Żołnierze pułku
Pierwsza obsada personalna pułku:
- dowódca pułku – płk Jan Stankiewicz
- zastępca dowódcy pułku – mjr Bronisław Orzanowski
- adiutant – por. Józef Wosik
- referent oświatowy – ppor. Stefan Marx
- dowódca szwadron szkolnego – kpt. Stefan Lityński (wcześniej rtm. Roman Węgłowski[14])
- dowódca 1 dywizjonu – mjr Juliusz Manżett
  - dowódca 1 szwadronu – por. Jerzy Berberjusz
  - dowódca 2 szwadronu – rtm. Augustyn Skoryna
  - dowódca 3 szwadronu – ppor. Zygmunt Majewski
  - dowódca 4 szwadronu – por. Jan Szyndler[15]
- dowódca 2 dywizjonu – mjr Włodzimierz Zajgert
  - dowódca 5 szwadronu – por. Adolf Regulski
  - dowódca 6 szwadronu – rtm. Aleksander Obertyński
  - dowódca 7 szwadronu – rtm. Wacław Sękowski
  - dowódca 8 szwadronu – por. Leon Grzymalski
- dowódca III dywizjonu – mjr Nowakowski
  - dowódca 9 szwadronu – por. Wiktor Lewicki
  - dowódca 10 szwadronu – por. Witold Nackiewicz
  - dowódca 11 szwadronu – ppor. Edmund Kuchciaki
  - dowódca 12 szwadronu – ppor. Emil Nikiel

## Struktura organizacyjna

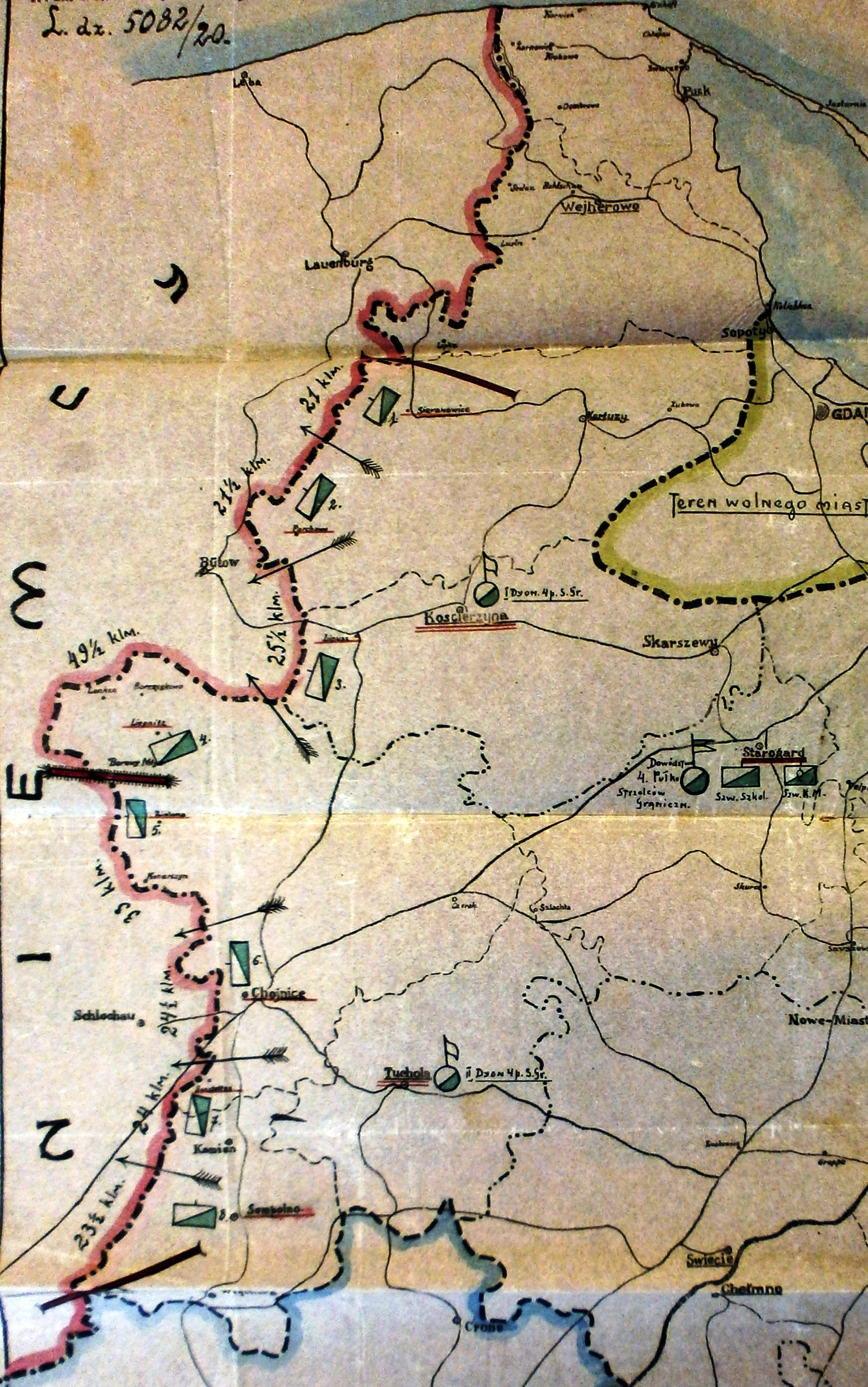
Szkic rozmieszczenia 4 pułku StG

Rozmieszczenie pułku w kwietniu 1920:
- dowództwo pułku – Świecie
- I dywizjon – Kościerzyna
  - 1 szwadron – Sierakowice
  - 2 szwadron – Parchów
  - 3 szwadron – Lipusz
  - 4 szwadron – Przymusowice
- II dywizjon – Chojnice
  - 5 szwadron – Zielona Chocina
  - 6 szwadron – Chojnice
  - 7 szwadron – Bonsteten
  - 8 szwadron – Lutaw

## Przekształcenia
- I dywizjon 3 pułku Wojskowej Straży Granicznej → 2 samodzielny dywizjon Wojskowej Straży Granicznej (do 1 II 1920) → 4 pułk Wojskowej Straży Granicznej (do III 1921) → 4 pułk Strzelców Granicznych ↘ rozformowany